# 新二区 (保定)
新二区，河北省保定市旧区名。1953年由保定市设置。在今保定市区西部。
1953年6月6日，河北省人民政府批准，保定调整行政区划，将第二区与第三区合并，改为新二区。1955年6月27日，改名为北市区。1957年，北市区与南市区合并为市区。1959年11月29日，撤销保定市市区，分设路东区与路西区。